# Helga Breuninger
Helga Breuninger (* 1947 in Stuttgart) ist eine deutsche Psychologin,
Unternehmensberaterin und Stifterin.

## Leben
Helga Breuninger wurde 1947 als zweitälteste Tochter des Stuttgarter Unternehmers Heinz Breuninger (Breuninger Warenhäuser) geboren. Nach dem Tod ihres älteren Bruders war sie zunächst als Nachfolgerin vorgesehen, ihr Vater überführte das Vermögen aber in eine Stiftung.
Sie studierte Volkswirtschaftslehre an der Eberhard Karls Universität Tübingen (Diplom-Volkswirtin 1971) und im Zweitstudium Psychologie an der Ludwig-Maximilians-Universität München (Diplom-Psychologin 1976). 1980 wurde sie in Psychologie am Essener Fachbereich 2 – Erziehungswissenschaften mit der Dissertation Lernziel Beziehungsfähigkeit. Die Verschränkung von praxisnaher Ausbildung für Lehrer und gezielter Hilfe für leserechtschreibschwache Schüler zur Dr. phil. (summa cum laude) promoviert.
Im Jahre 1976 initiierte sie das sogenannte „Essener Modell der Lehrerbildung“ an der Universität-Gesamthochschule Essen. 1980 gründete sie mit dem Kapital ihres Vaters die „Helga Breuninger Stiftung zur Förderung von Bildung und Erziehung“, deren Geschäftsführerin sie ist. 1982 baute sie ein eigenes Forschungsinstitut für schulische Lern- und Leistungsstörungen in Essen auf. Gemeinsam mit Dieter Betz veröffentlichte sie mehrere Fachbeiträge. Breuninger gilt als Begründerin der „integrativen Lerntherapie“; 1989 war sie maßgeblich an der Gründung des Fachverbandes für integrative Lerntherapie e.V. beteiligt, den sie bis 1999 leitete.
Nach dem Tod ihres Vaters 1980 übernahm sie die Leitung der Breuninger Stiftung GmbH, die sie 1968 mitbegründet hatte; Mitgeschäftsführer der Breuninger Stiftung ist Walter Bretschneider. 1995 war sie Initiatorin des Stuttgarter Existenzgründungszentrums (EXZET). 1996 gründete sie die auf Unternehmensnachfolge spezialisierte Unternehmensberatung Successio – Gesellschaft für integrative Nachfolgeberatung, die 2008 in Helga Breuninger Consulting GmbH umbenannt wurde. 2009 gründete sie mit ihrem Mann, dem Architekten Volker Donath, in Ketzin/Havel die Treuhandstiftung Paretz (Unterstiftung der Breuninger Stiftung).
Von 1991 bis 1994 war sie Vorstandsmitglied der Helga Stödter-Stiftung zur Förderung von Frauen in Führungspositionen. Außerdem wurde sie Kuratoriumsmitglied des baden-württembergischen Initiativkreises Frauen in Verantwortung, Vorsitzende des Trägervereins des Literaturhauses Stuttgart und des Kinder- und Jugendtheaters Junges Ensemble Stuttgart, Aufsichtsratschefin der Stuttgarter Sonnenberg Klinik gGmbH, geschäftsführende Vorstandsvorsitzende der Bürgerstiftung Stuttgart und Mitglied des Sachverständigenrats Ländliche Entwicklung beim Bundesministerium für Ernährung und Landwirtschaft.

## Privates
Helga Breuninger ist in dritter Ehe mit dem Architekten Volker Donath verheiratet und wohnt mit ihm in Paretz, Ortsteil von Ketzin/Havel.

## Auszeichnungen
- 1999 Bundesverdienstkreuz am Bande
- 2002 Hans-Peter-Stihl-Preis
- 2003 Ehrensenatorin der Universität Stuttgart
- 2007 Goldene Bild der Frau
- 2007 Bundesverdienstkreuz 1. Klasse
- 2016 Verdienstorden des Landes Brandenburg
- 2022: Verdienstorden des Landes Baden-Württemberg

## Schriften (Auswahl)
- mit Dieter Betz: Jedes Kind kann schreiben lernen. Ein Ratgeber für Lese-Rechtschreib-Schwäche (= U-&-S-Pädagogik). Beltz, Weinheim u. a. 1982, ISBN 3-407-25080-0. (6. Auflage 1996)
- mit Dieter Betz: Teufelskreis Lernstörungen. Analyse und Therapie einer schulischen Störung. Urban und Schwarzenberg, München u. a. 1982, ISBN 3-541-10101-6. (3. Auflage 1993)
- mit Rolf Peter Sieferle (Hrsg.): Markt und Macht in der Geschichte. DVA, Stuttgart 1995, ISBN 3-421-05014-7.
- mit Rolf Peter Sieferle (Hrsg.): Kulturen der Gewalt. Ritualisierung und Symbolisierung von Gewalt in der Geschichte. Campus-Verlag, Frankfurt am Main u. a. 1998, ISBN 3-593-35952-9.
- mit Rolf Peter Sieferle (Hrsg.): Natur-Bilder. Wahrnehmungen von Natur und Umwelt in der Geschichte. Campus-Verlag, Frankfurt am Main u. a. 1999, ISBN 3-593-36327-5.
- (Hrsg.): Der Weg in die berufliche Selbständigkeit. EXZET – ein Modell zur Begleitung und Qualifikation. Campus-Verlag, Frankfurt am Main u. a. 2000, ISBN 3-593-36488-3.
- mit Gerhart Schröder (Hrsg.): Kulturtheorien der Gegenwart. Ansätze und Positionen. Campus-Verlag, Frankfurt am Main u. a. 2001, ISBN 3-593-36866-8.
- mit Heike Schiller (Hrsg.): Lebe wohl. Der letzte Abschied. Arnold, Stuttgart 2002, ISBN 3-89790-182-X.
- mit Rolf Peter Sieferle (Hrsg.): Agriculture, population and economic development in China and Europe (= Europe ́s Special Course. Vol. 10). Breuninger Stiftung, Stuttgart 2003.